# Aleksandr Timoshinin
Pour les articles homonymes, voir Timochinine.
Aleksandr Ivanovich Timoshinin (en russe : Александр Иванович Тимошинин, Aleksandr Ivanovitch Timochinine), né le 20 mai 1948 à Moscou et mort le 26 novembre 2021, est un rameur soviétique puis russe.
En 1968 à Xochimilco, il remporte la médaille d'or en deux de couple avec son coéquipier Anatoliy Sass.  Quatre ans plus tard, c'est avec Gennadiy Korshikov qu'il redevient champion olympique sur la même embarcation.